# 新城市中央廣場

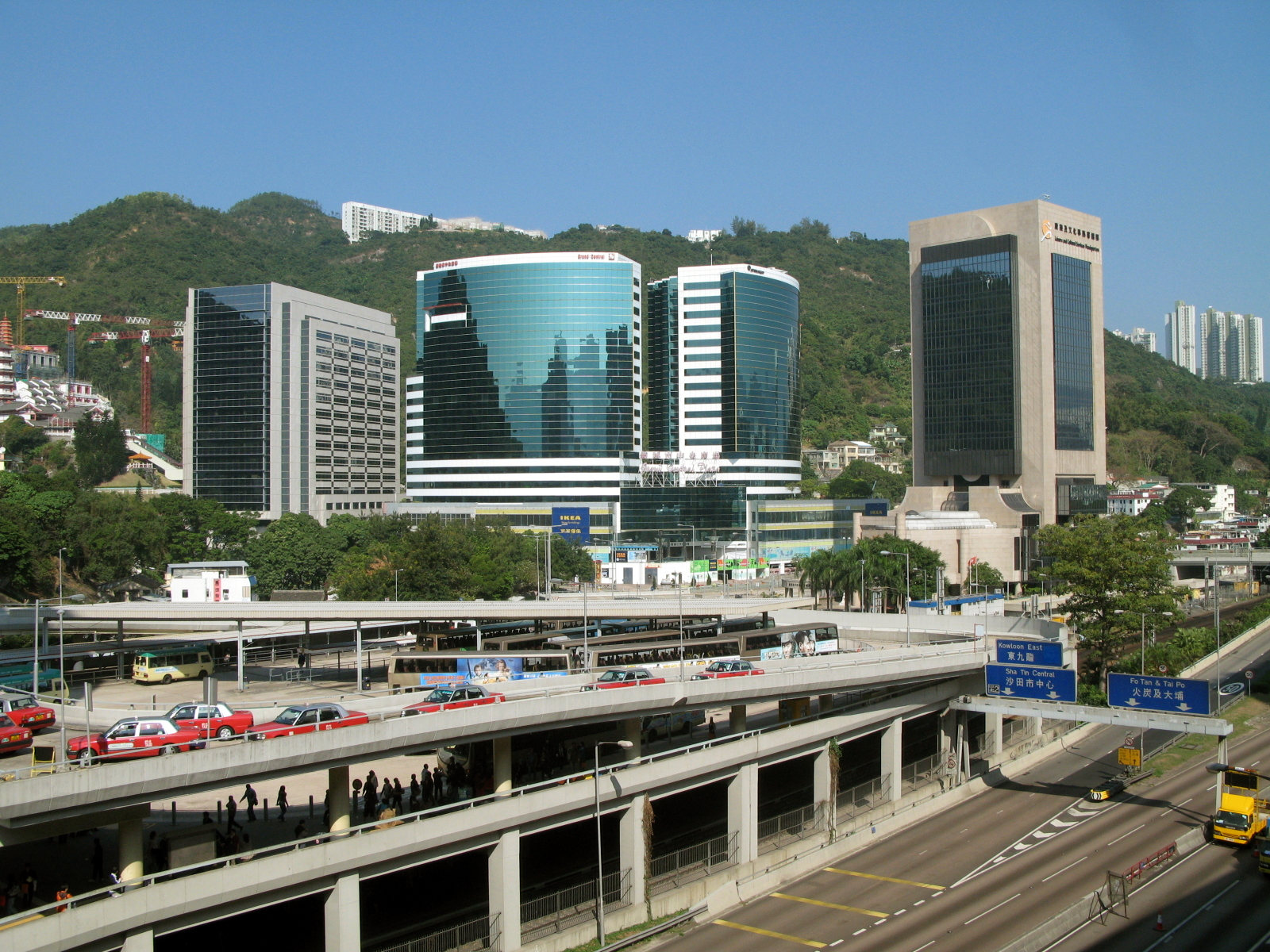
新城市中央廣場（圖中中間的建築物）

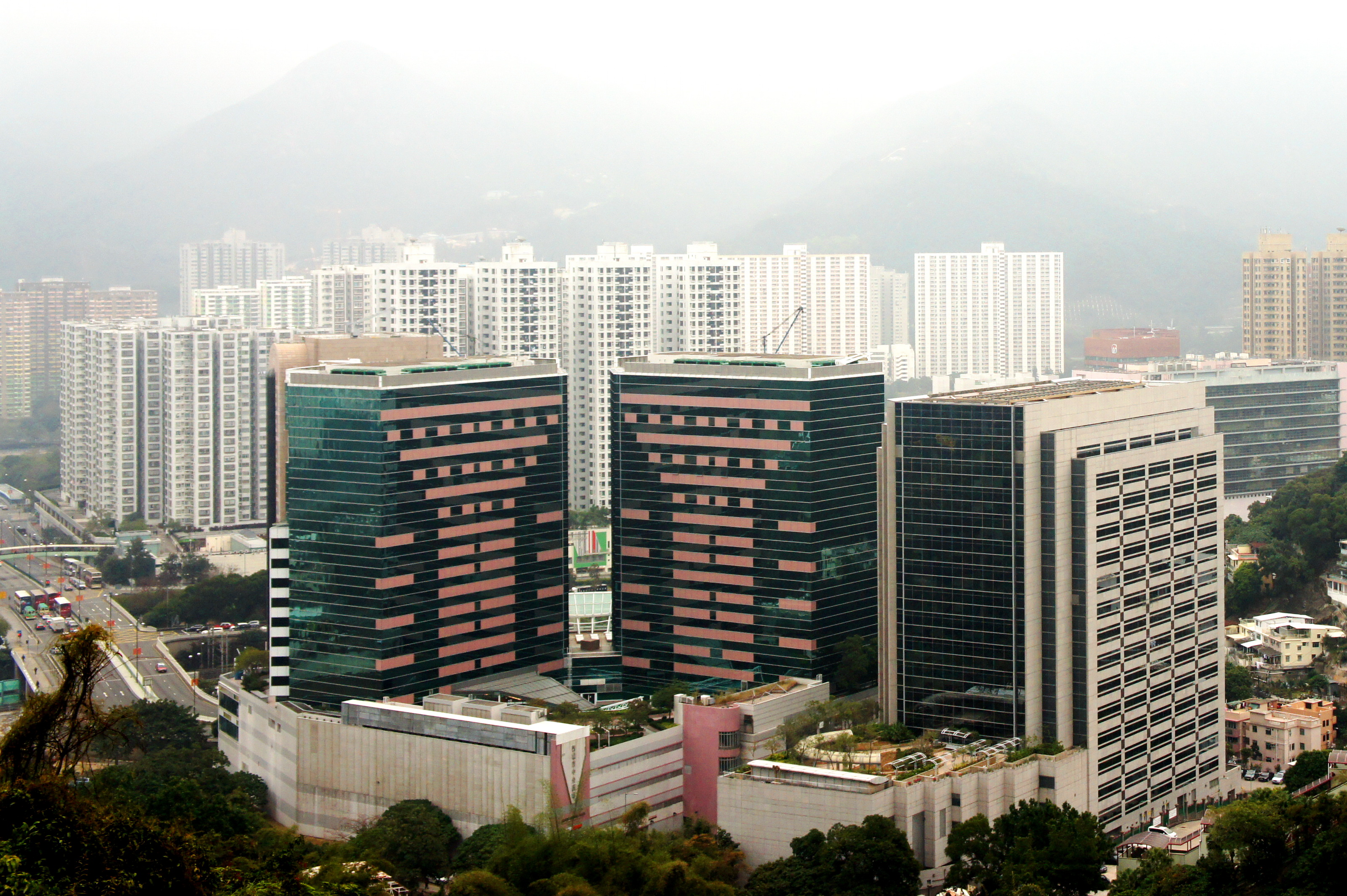
新城市中央廣場北面外貌。前方建築物分別為新城市中央廣場1座（左）、新城市中央廣場2座（中）及沙田政府合署（右）

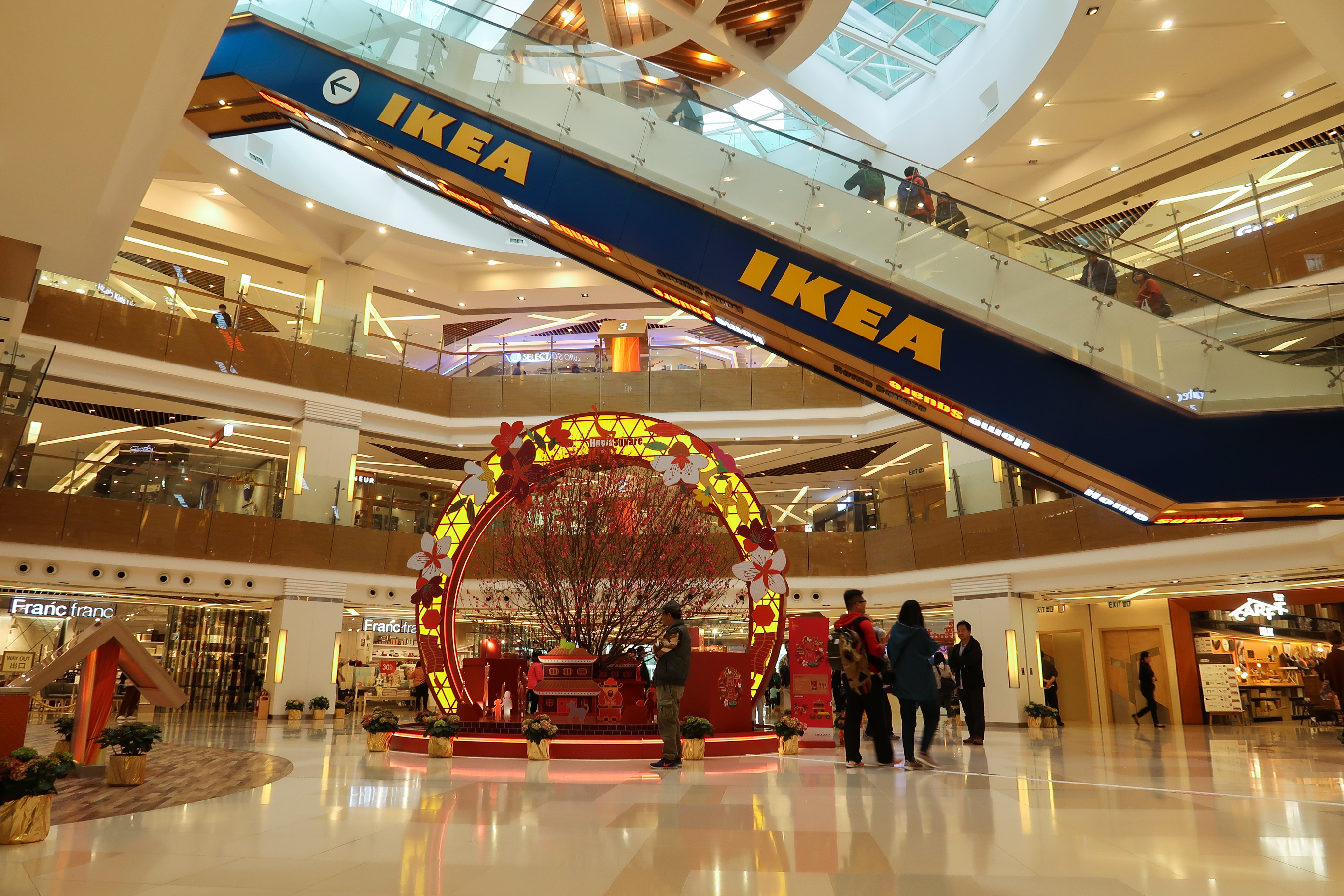
商場中庭

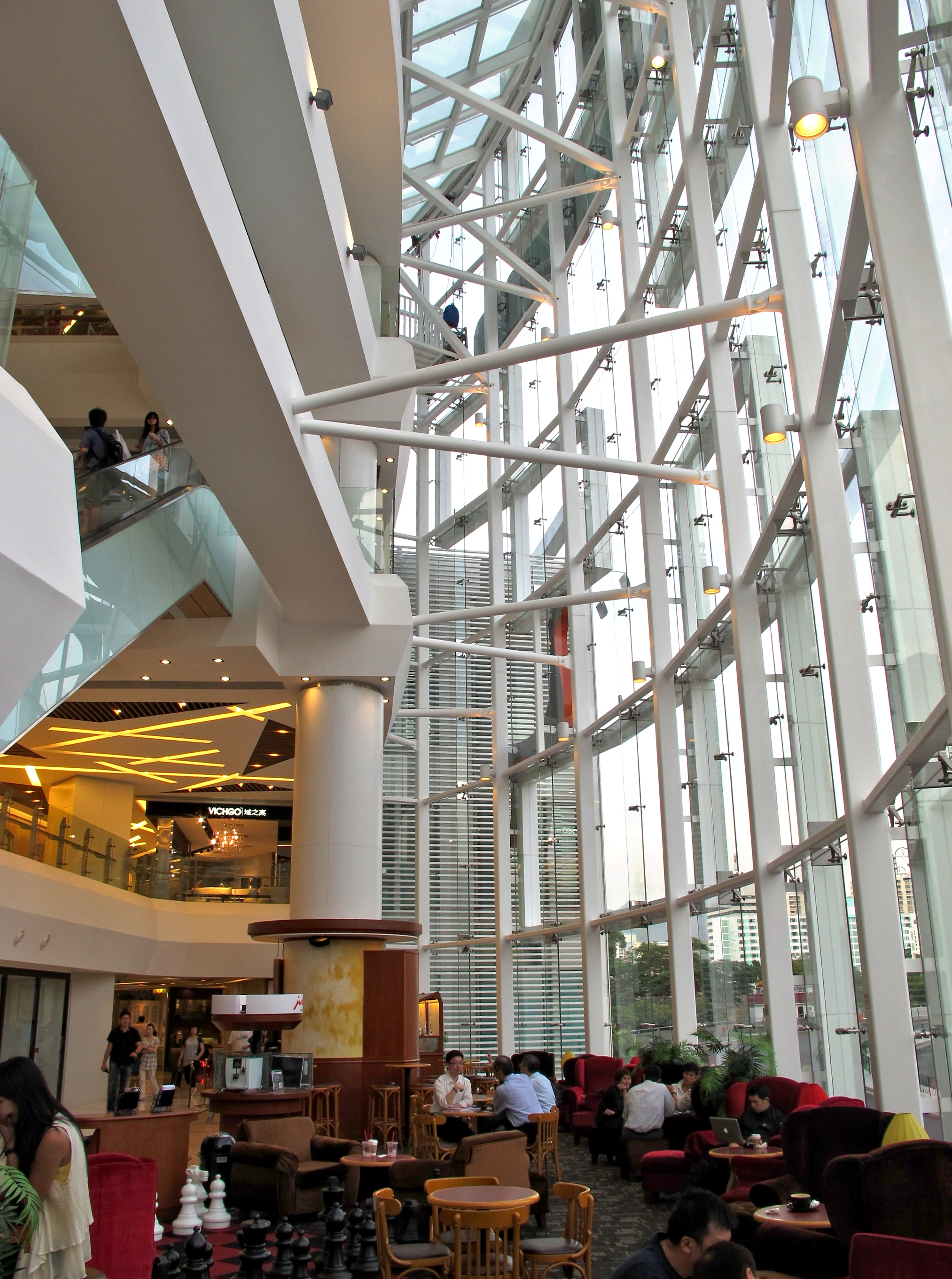
商場翻新後新建的中庭

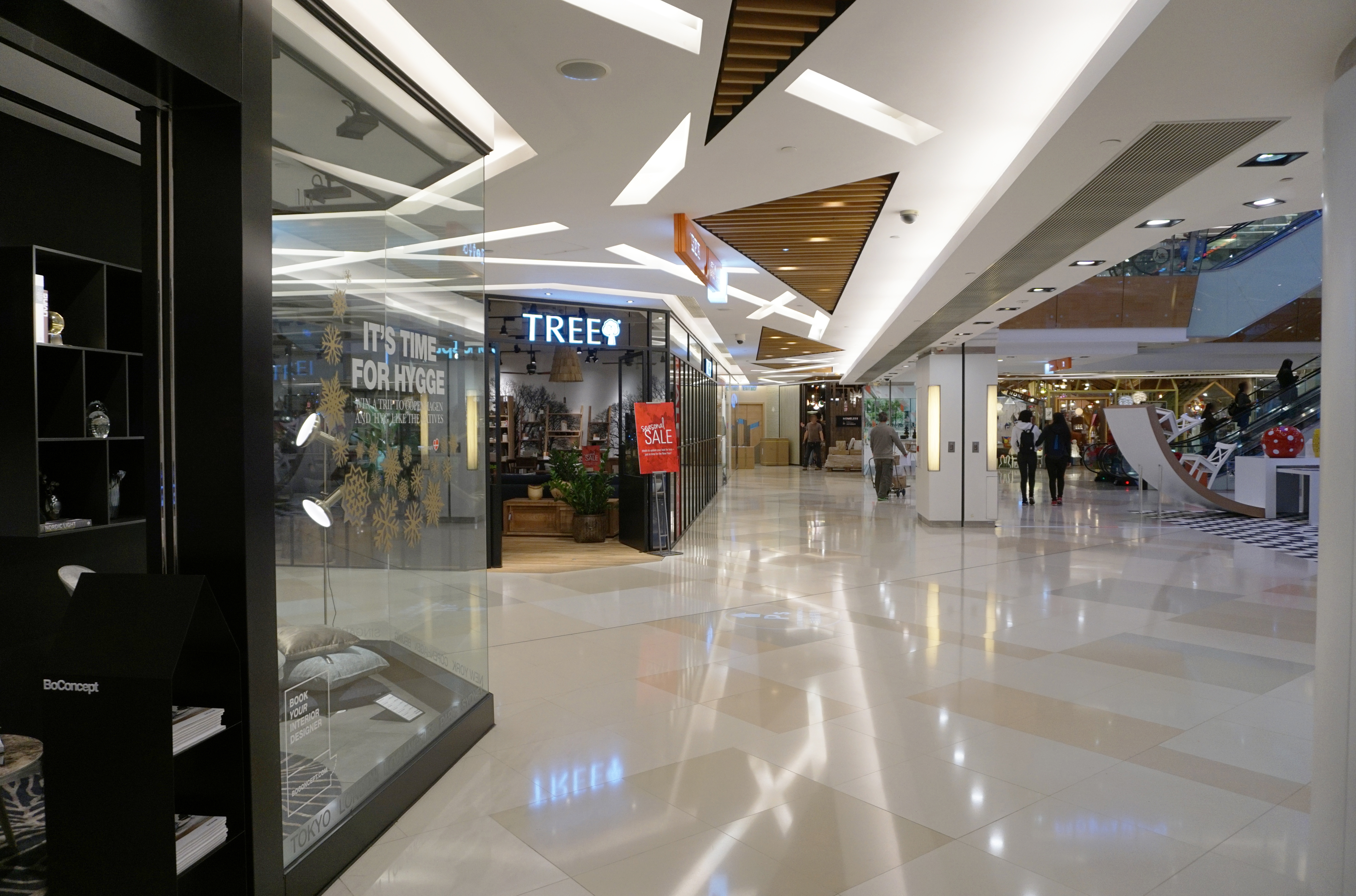
HomeSquare1樓

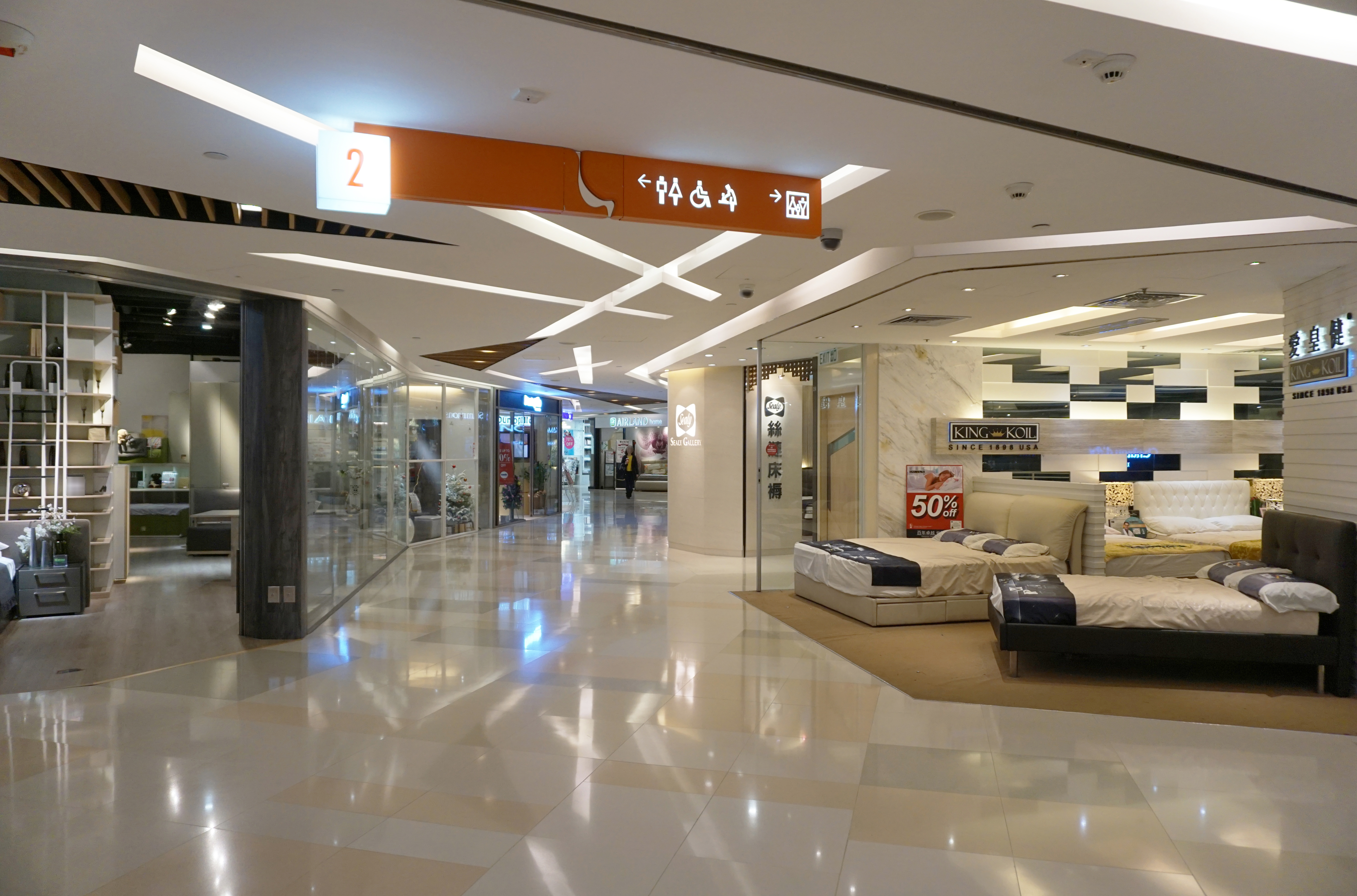
HomeSquare2樓

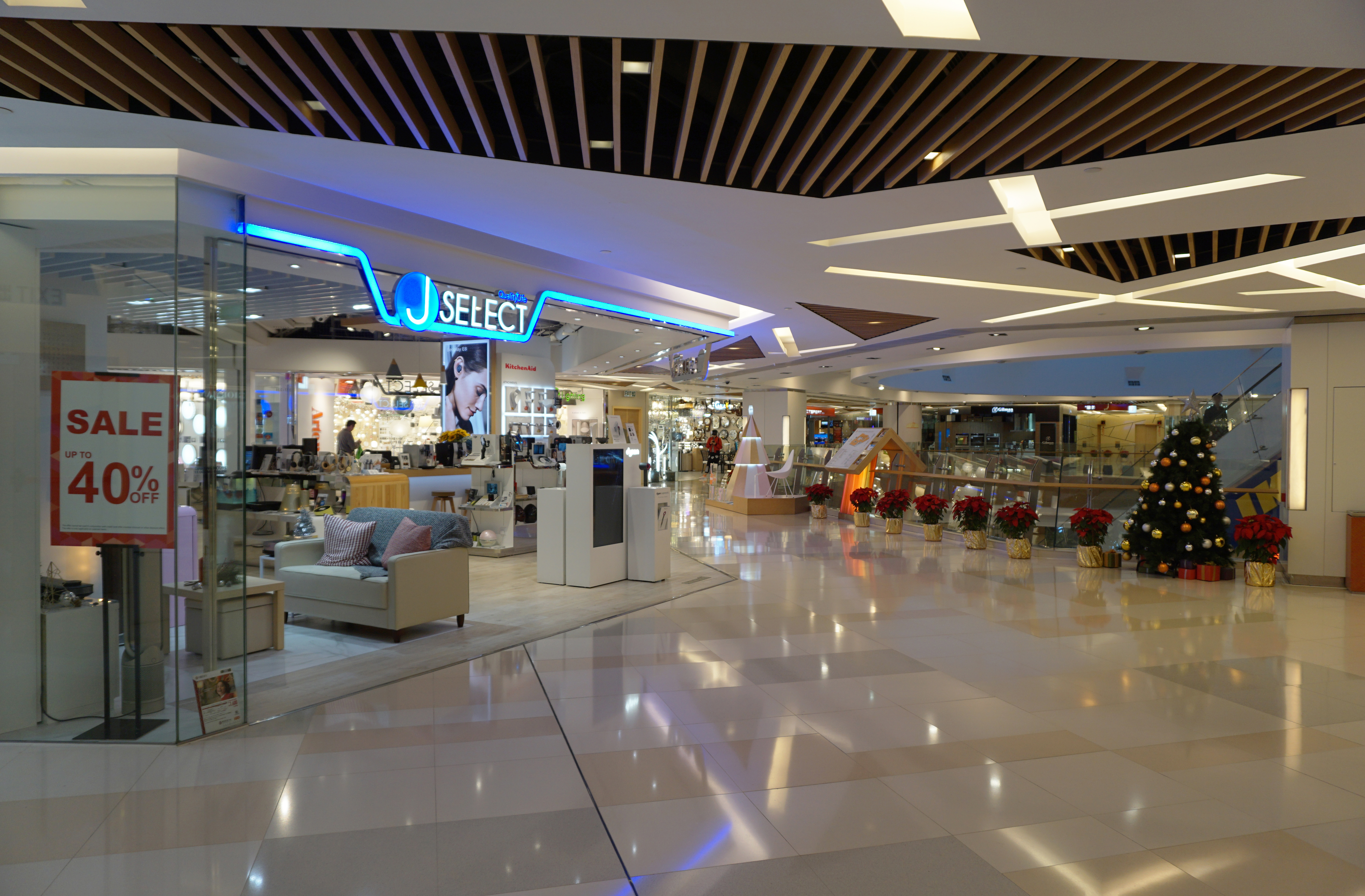
HomeSquare3樓

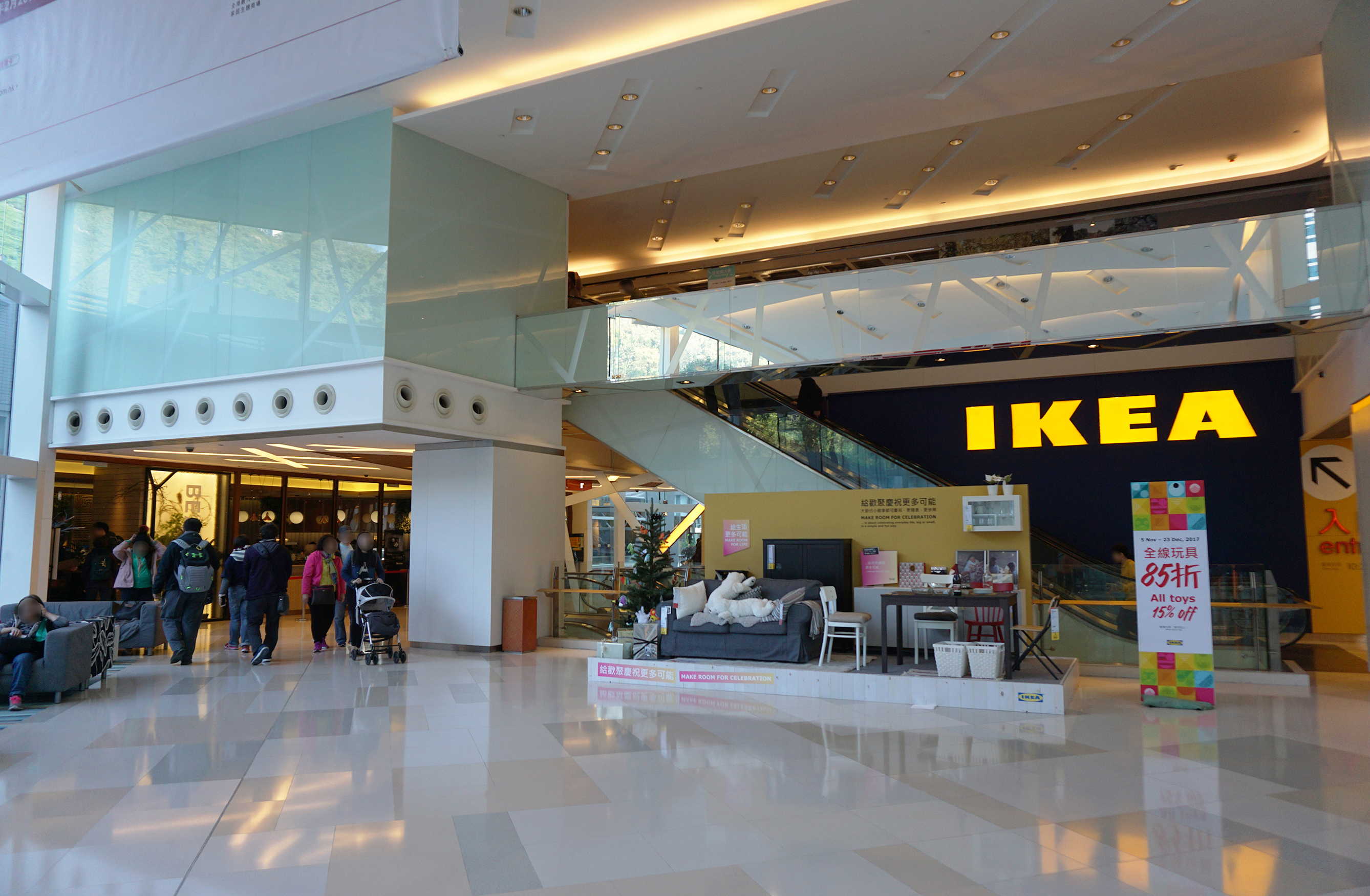
HomeSquare5樓宜家傢俬入口

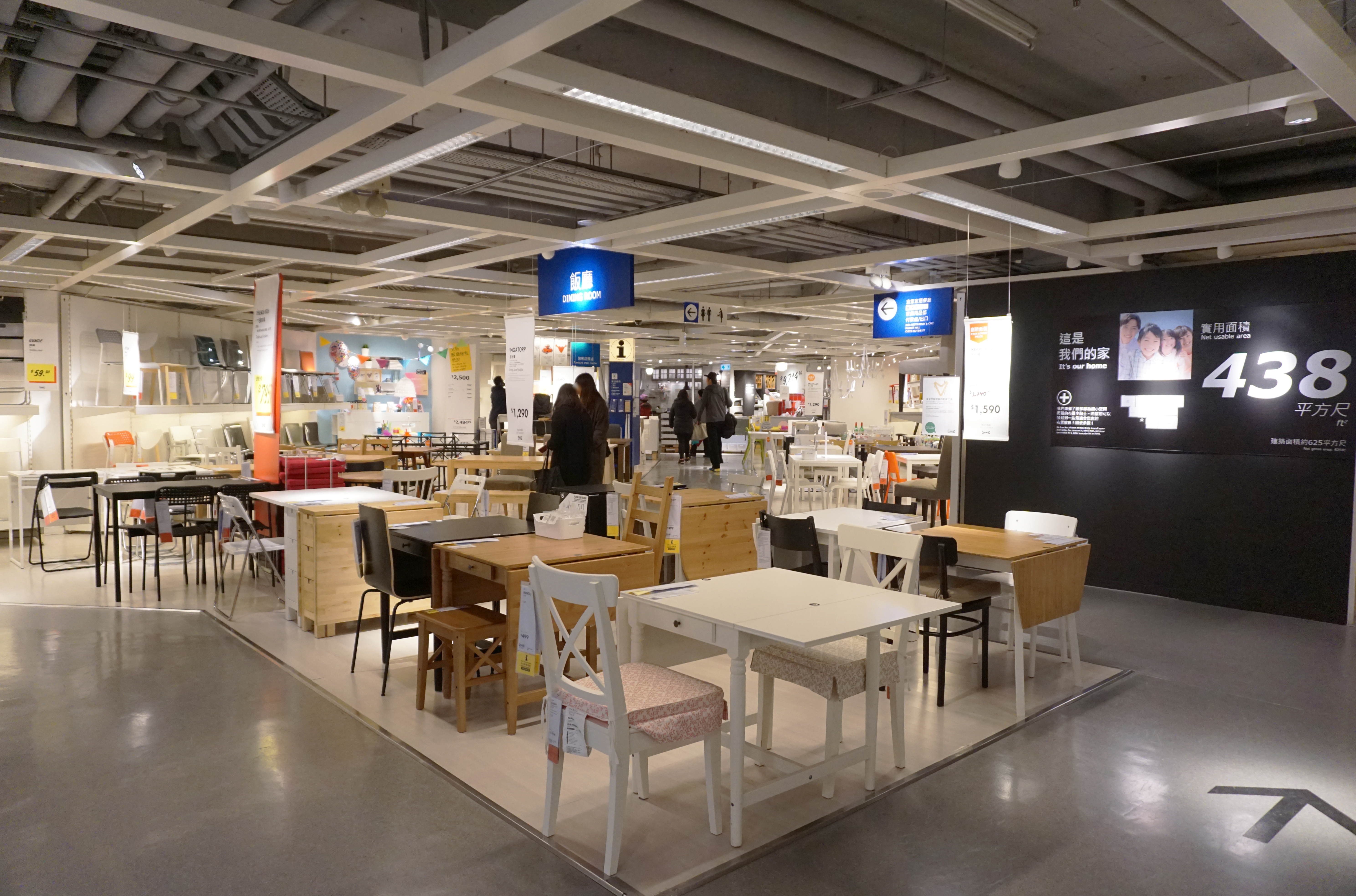
HomeSquare6樓宜家傢俬

新城市中央廣場（英語：Grand Central Plaza），是香港的一個寫字樓及商場物業項目，由新鴻基地產發展，由王董建築師事務有限公司設計，位於新界沙田鄉事會路138號，鄰近港鐵東鐵綫沙田站，由兩座十五層高甲級寫字樓及基座五層購物商場HomeSquare組成。

## 歷史
新城市中央廣場最初屬於新城市廣場第四期的一部份，後期才正式命名。
整幅地皮在1989年12月推出，僅供持換地權益書發展商競投，最終於翌年3月由新鴻基地產以7,248萬港元換地權益書投得。項目在1993年開始興建，並且在1995年完成工程。不過建築物初期落成時一直空置，到了1996年才將購物商場二樓改建為臨時汽車展銷場。在1997年10月，當時為全港最大的宜家傢俬進駐商場三樓及五樓，使商場人流上升。為配合當年樓市蓬勃發展，新鴻基地產更在1998年於商場二樓設立「新樓天地」示範單位，展示集團推出的新住宅項目。曾展示的示範單位包括沙田帝堡城（1999年）及欣廷軒（2000年）。不過因經濟環境欠佳，「新樓天地」已在2000年下半年關閉，原址到了2002年才拆細為多間傢俬店。
1995年，新鴻基地產把新城市中央廣場一座16至22樓樓面售予美國大通銀行，涉資約3.92億元。到2014年12月21日，土地註冊處資料顯示，恒生銀行附屬公司Imenson Limited.斥資6.42億元向摩根大通購入此大廈1座18至22樓，每層樓面面積約1.7萬方呎，5層涉及總樓面面積約88325方呎，樓面呎價約7269元。及後，摩根大通以月租304.5萬元租回上述樓層，租期至2019年初，按上址每層約18,900方呎、即總樓面約9.4萬方呎計，呎租32元，恒生享租金回報5.6厘。

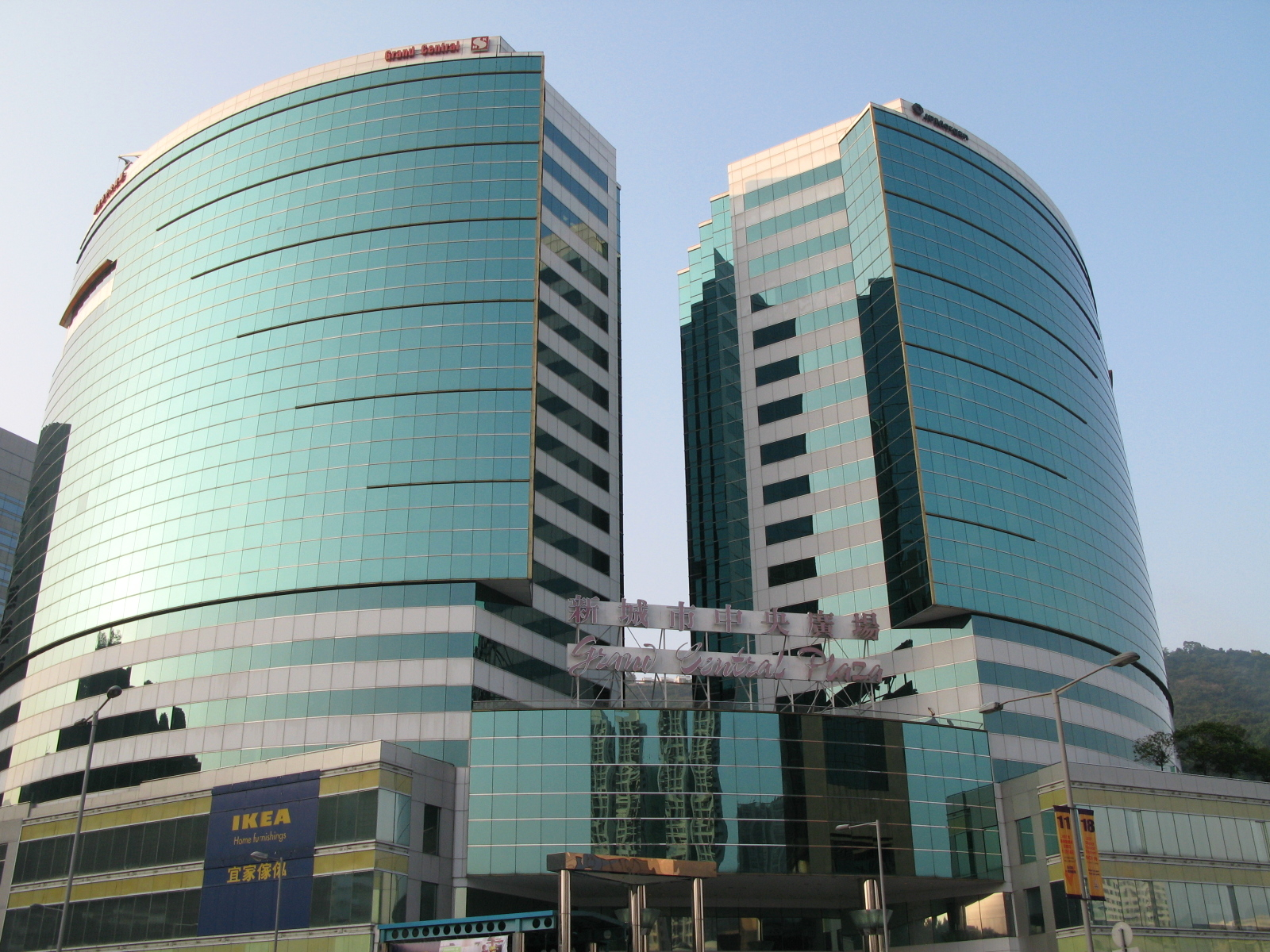
新城市中央廣場外牆翻新前面貌（2007年）
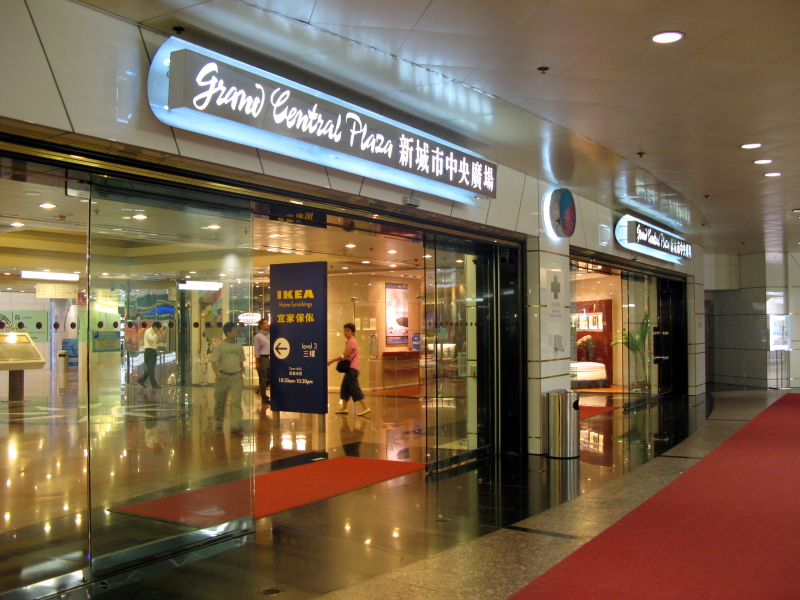
新城市中央廣場入口（翻新前）
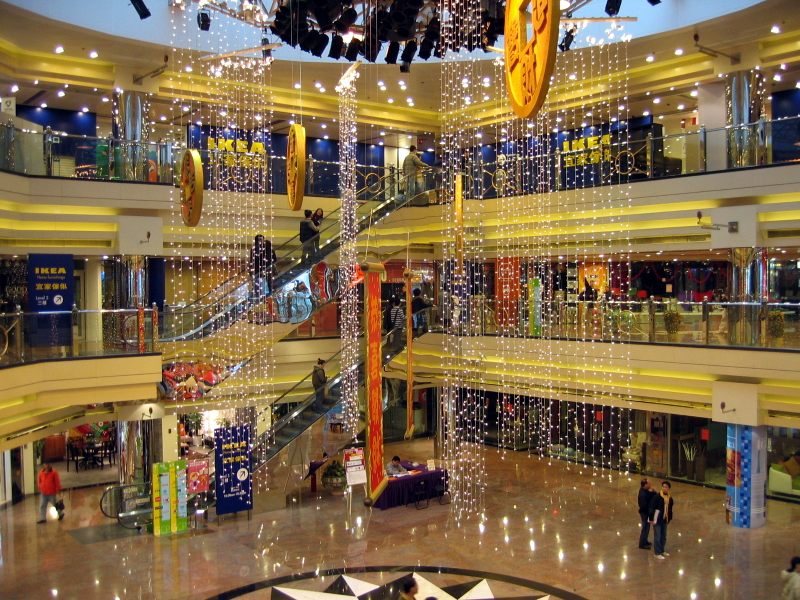
中庭翻新前面貌（2006年）
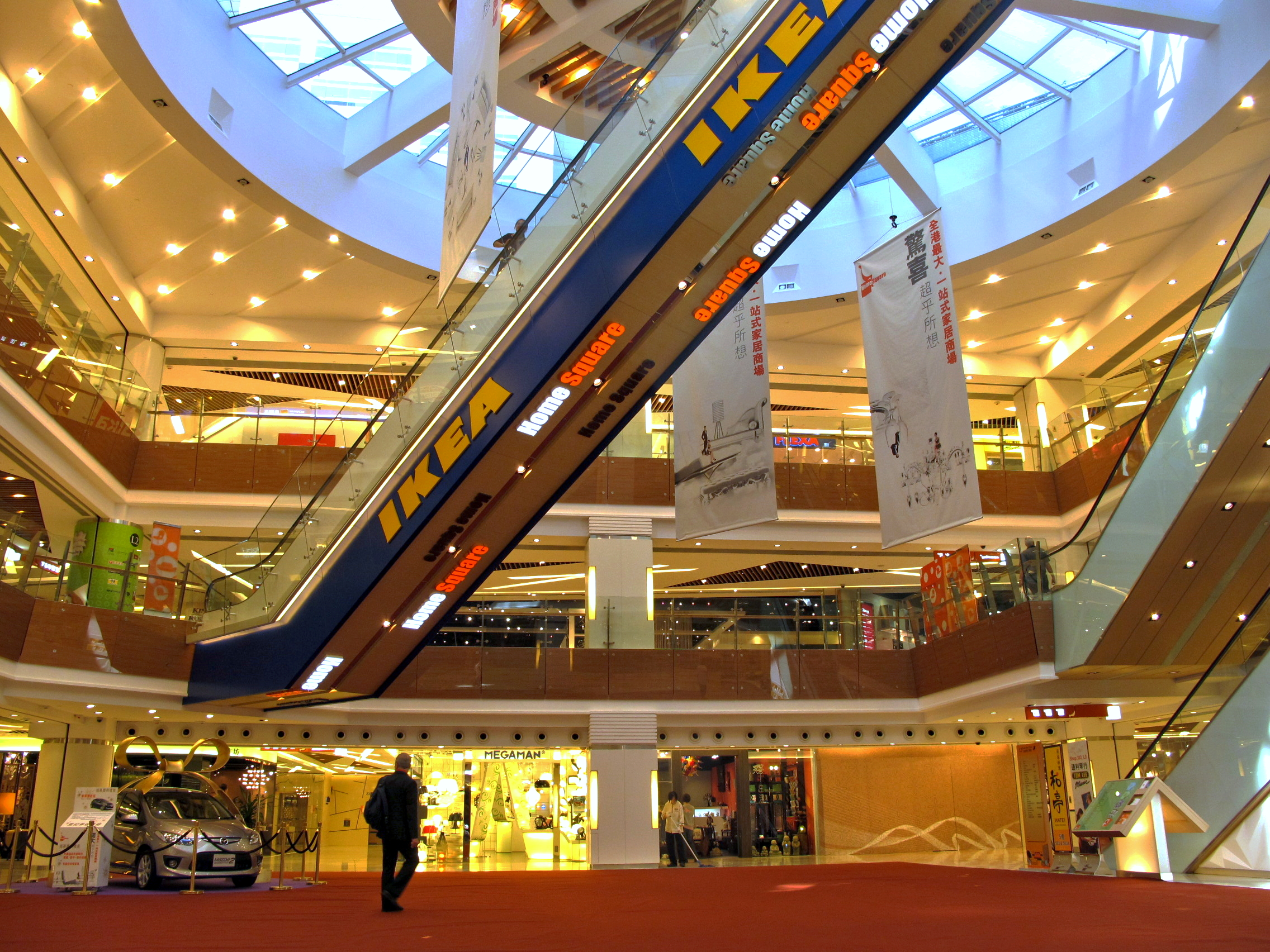
中庭翻新後面貌（2010年）

## 商場
新城市中央廣場已在2007年5月開始進行大型翻新工程，包括進行商戶重組，更換地板、假天花、全面翻新中庭及建築物外牆。第一階段翻新工程經已在2007年11月完成，商場二樓分拆為多間店舖，大部份店舖於2008年初陸續開業。但該層也預留位置作擴建商場之用，並且進行招租工作。中庭翻新後，扶手電梯已更換。商場一樓翻新工程在2008年6月中完成。

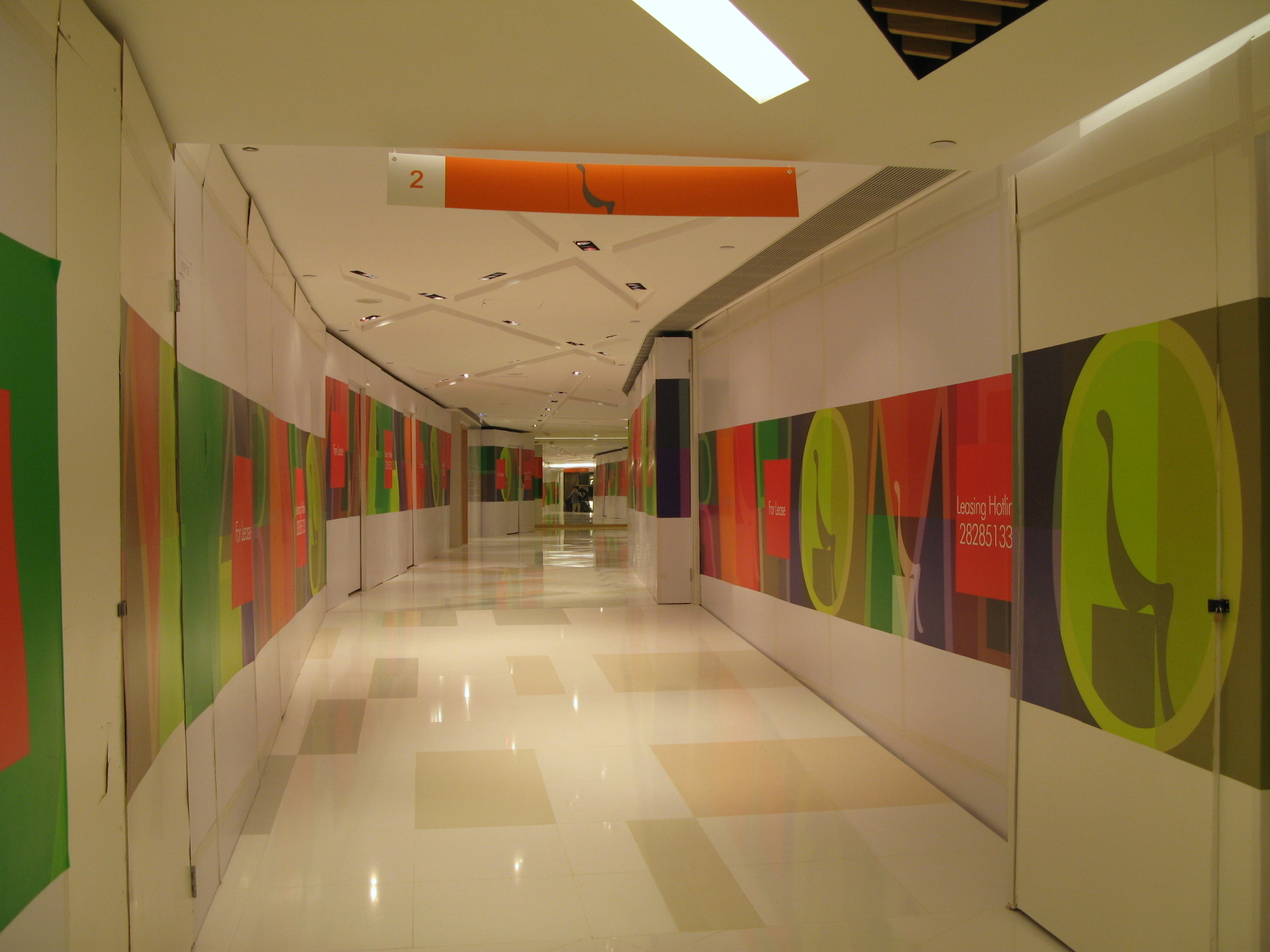
2007年時，大部份店舖仍空置
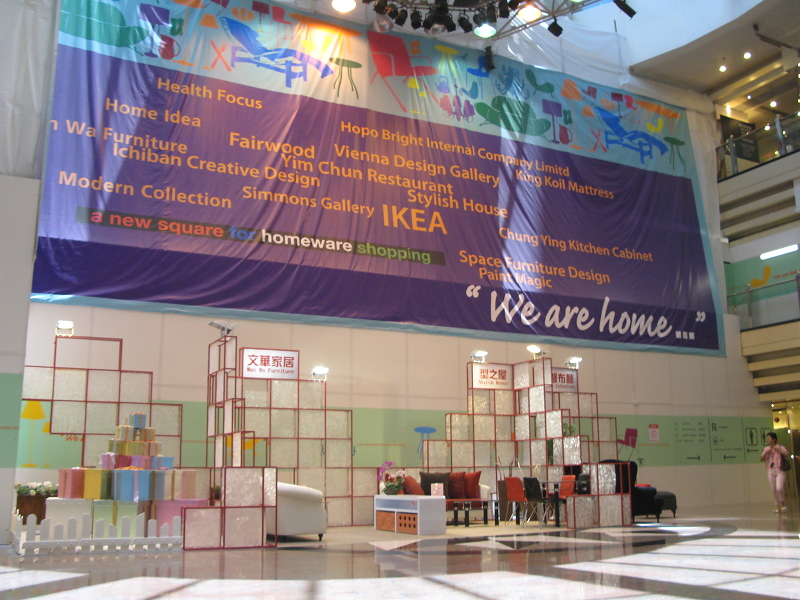
中庭正進行翻新工程（2007年7月）
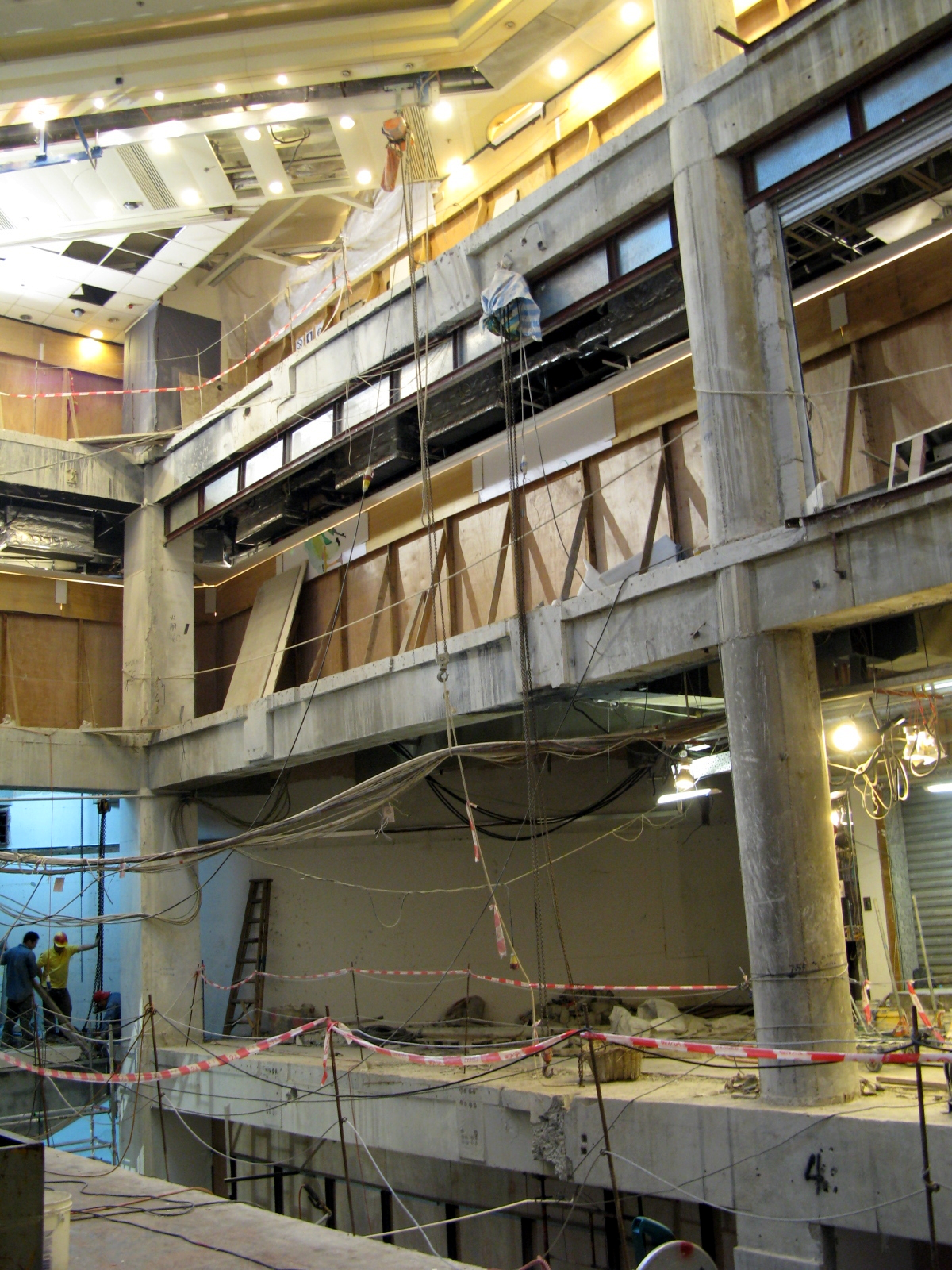
中庭正進行翻新工程
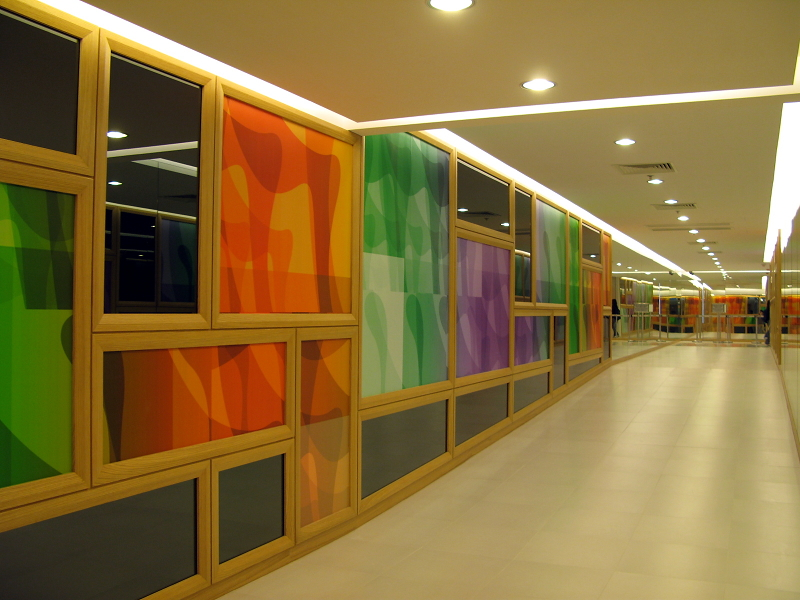
特色行人走廊背後為預留位置作擴建商場之用

在2008年6月，新鴻基地產斥資逾1.7億元，為旗下新城市中央廣場進行翻新工程，商場部分易名為HomeSquare，工程完畢後，面積增至35萬平方呎，打造為「一站式家居主題商場」。翻新工程由本地著名建築師何周禮和周古梁建築工程師有限公司負責設計。商場翻新後，面積擴充至35萬平方呎，店舖數目已由原本約30間增至2010年4月竣工後的115間，並由原來的四層增至五層，商場面積增幅達17%。另外宜家傢俬位於3樓的舊址於2009年11月29日關閉。新鴻基地產更斥資250萬港元增設跨層扶手電梯從2樓直達5樓，方便顧客前往位於5樓及6樓佔地12萬平方呎的新店，新店與扶手電梯同時於2009年12月1日啟用。
新鴻基地產亦將積極引入更多高級浴具及室內設計建材等商戶，以及特色食肆、休閒咖啡室及快餐商戶。包括2樓的Pacific Coffee及5樓的大快活。
到了2010年7月，新鴻基地產公佈，擴充翻新工程於8月完成。翻新後商場匯聚七大家居主題，雲集115間專業室內設計、傢俬名店、玩味家品、寢室廚具專門店、家電燈飾等多元化商戶。當中近30%更是選址HomeSquare開設其全球、全港或新界區唯一或首間概念專門店。
HomeSquare自2008年初開始擴充翻新工程至今，商場人流與擴充翻新前比較，增幅為25%；商戶營業額方面，則增加逾40%。

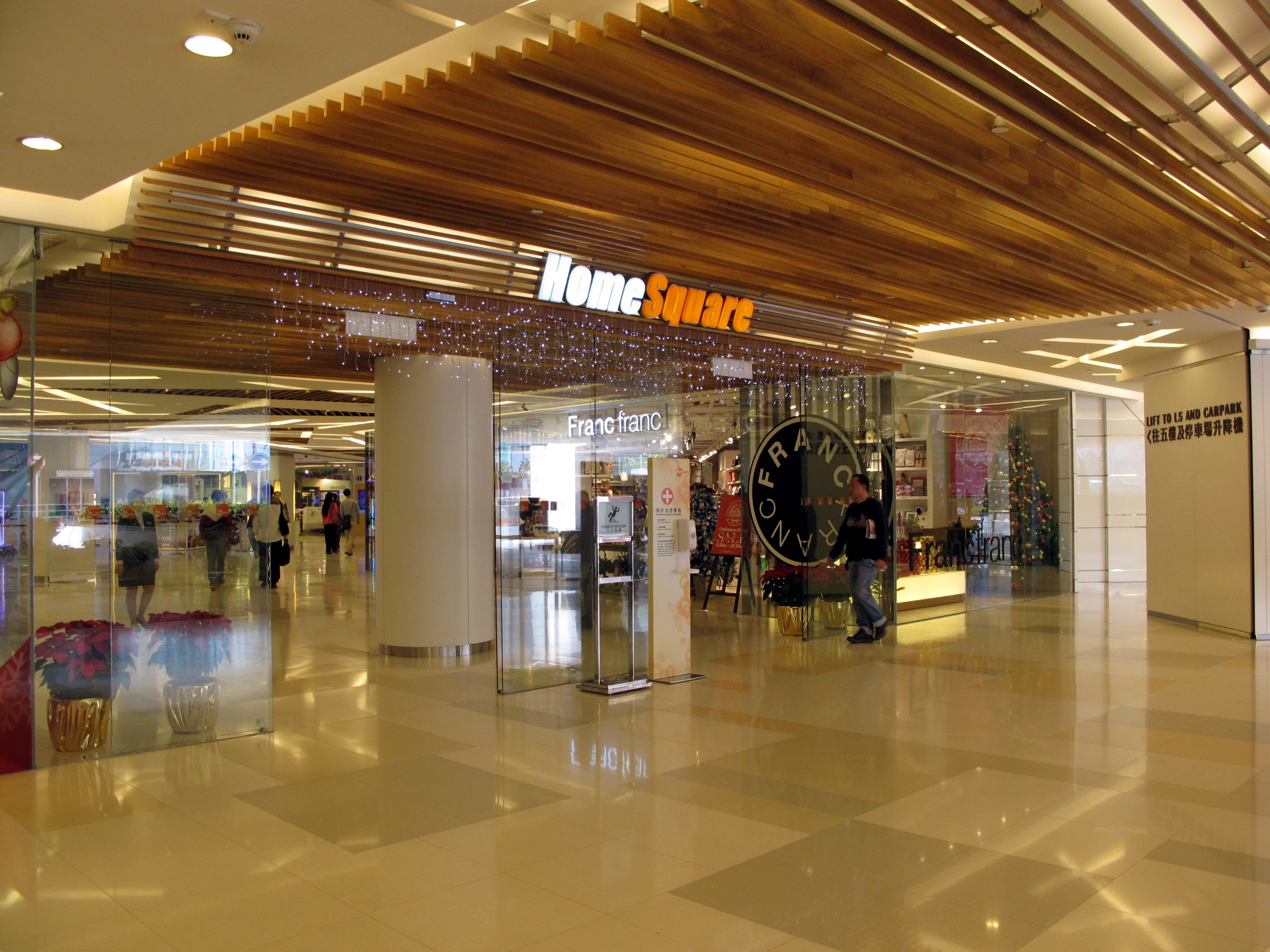
HomeSquare入口
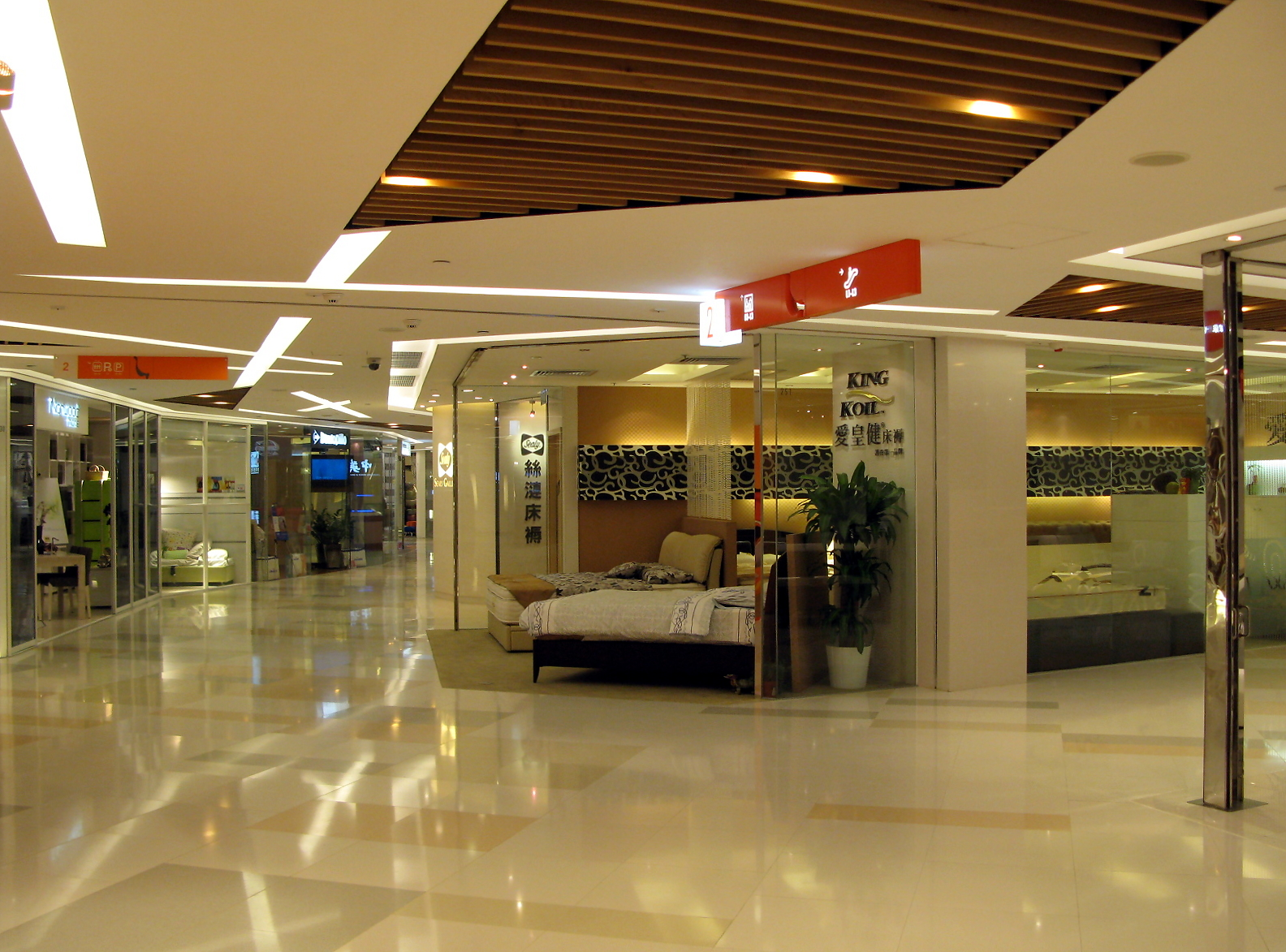
2樓商店（2009年）
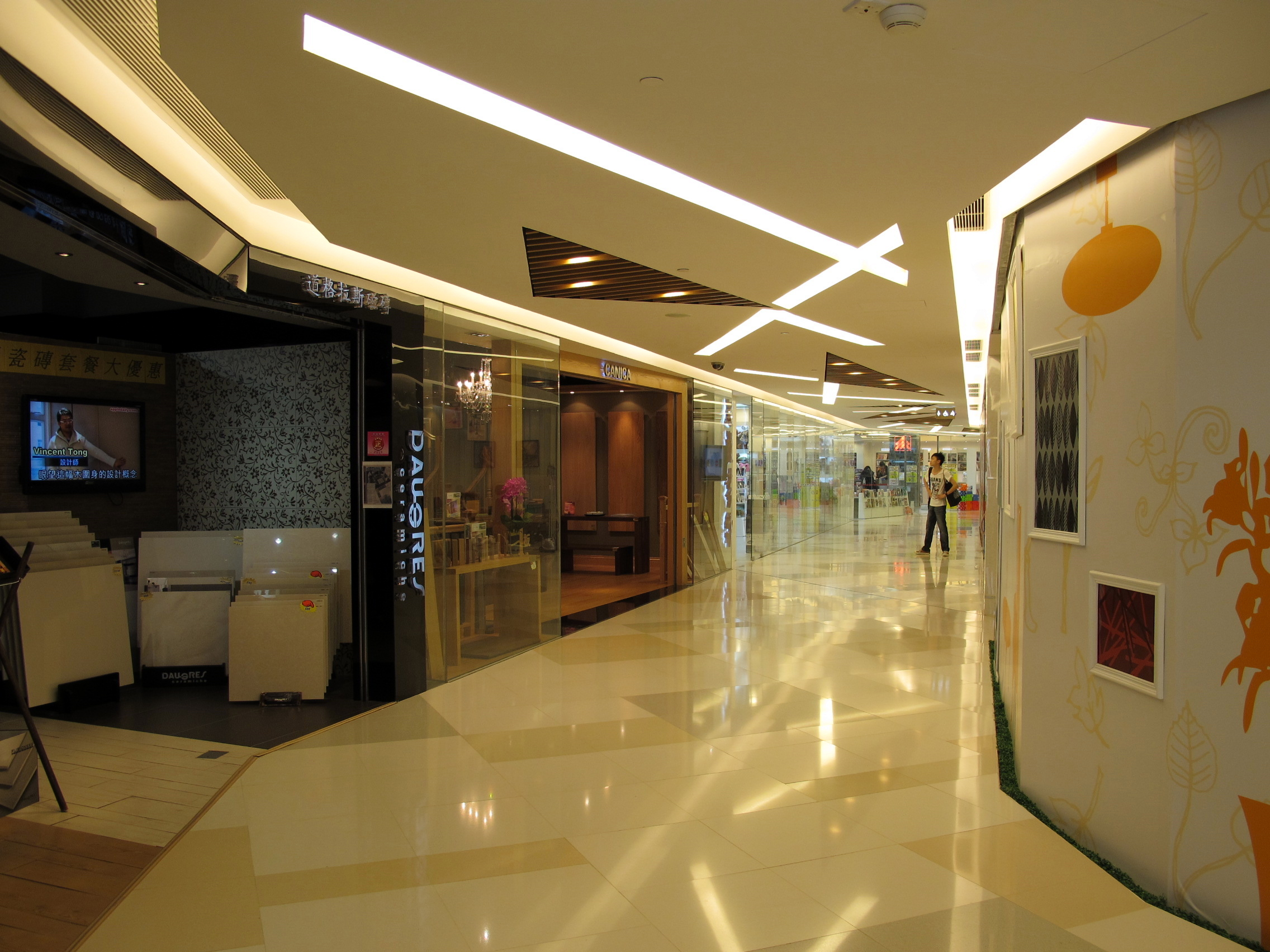
3樓商店（2012年）
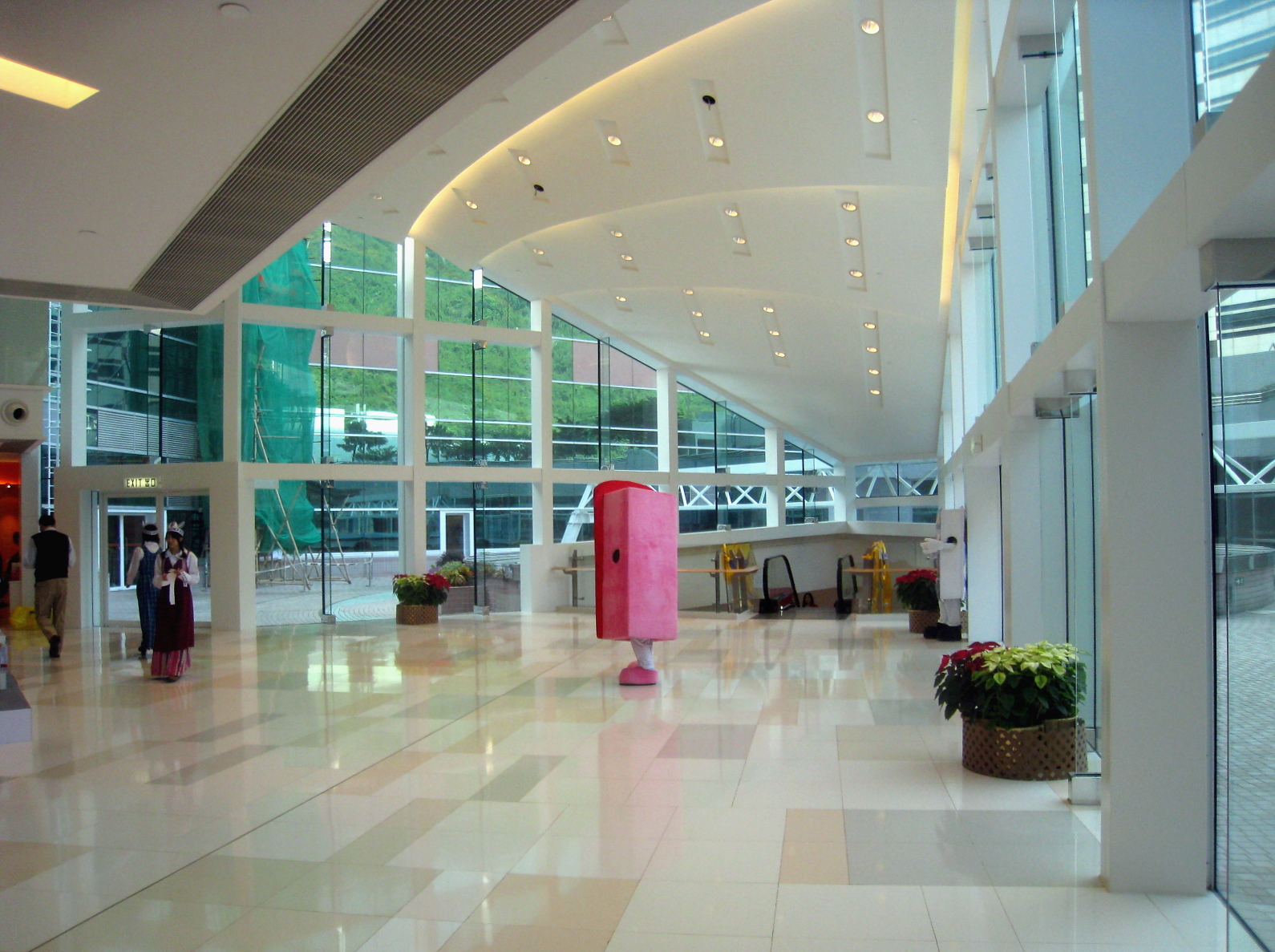
5樓（2009年）
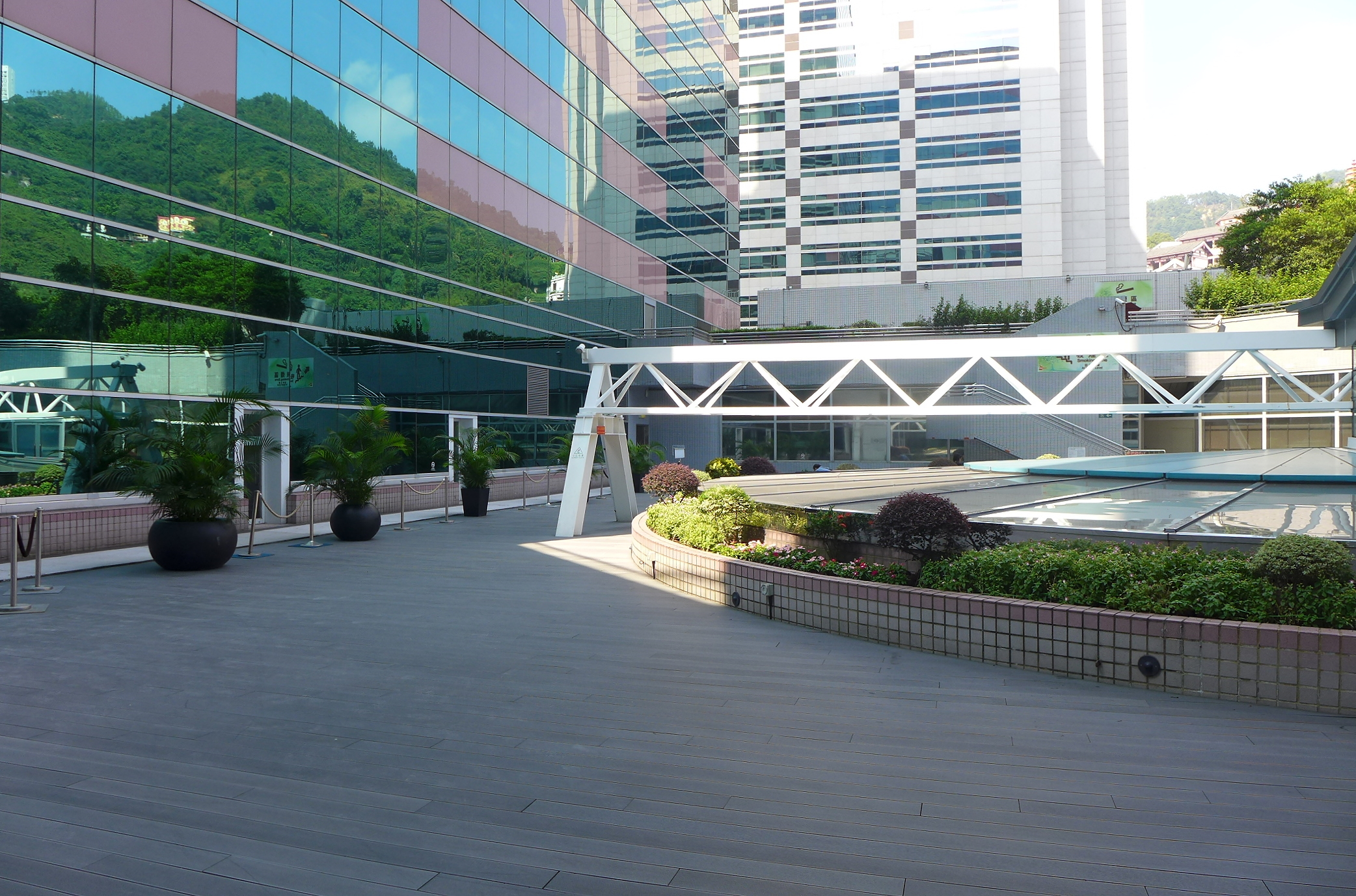
5樓花園平台（2015年）

## 寫字樓

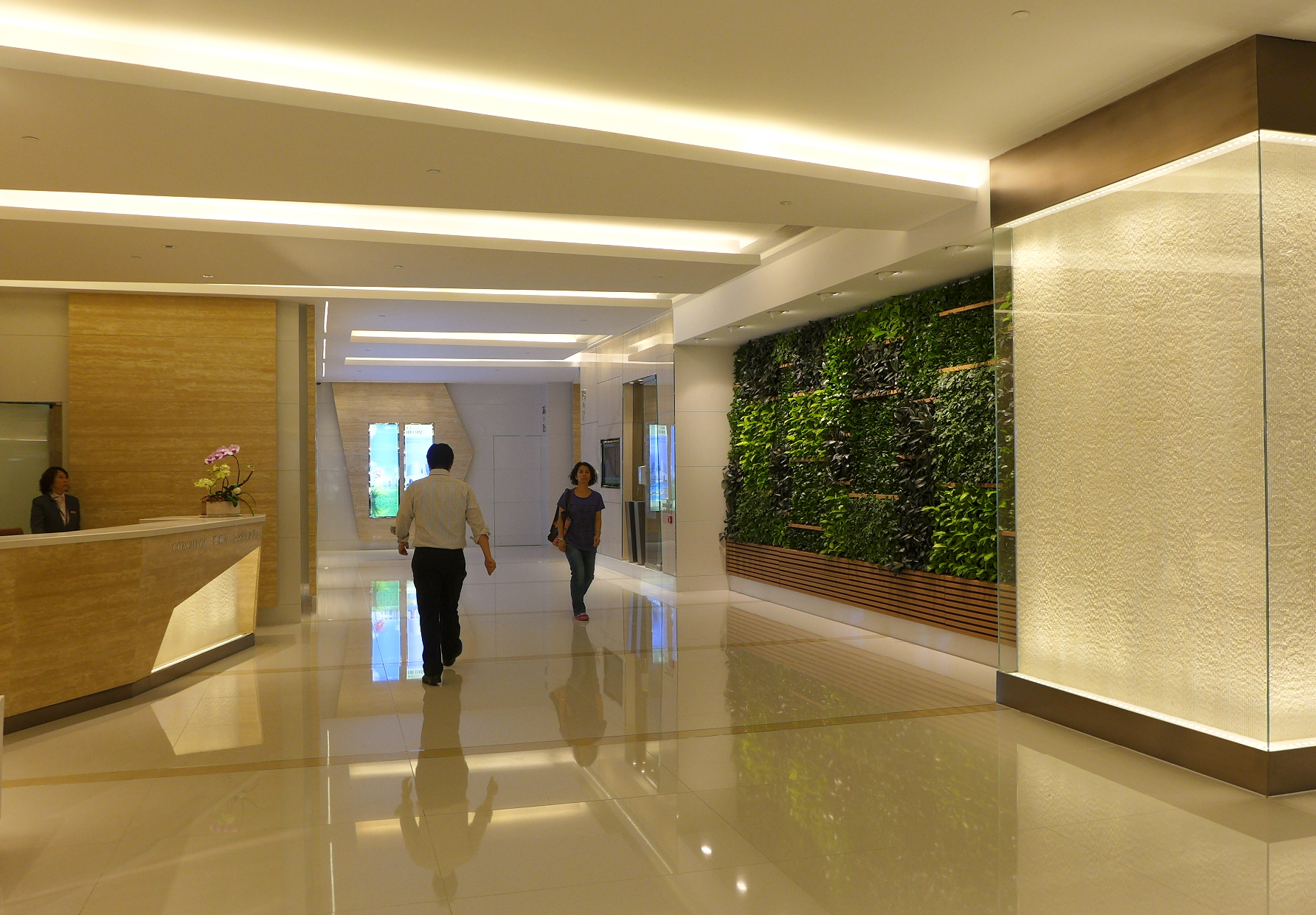
新城市中央廣場二座寫字樓大堂

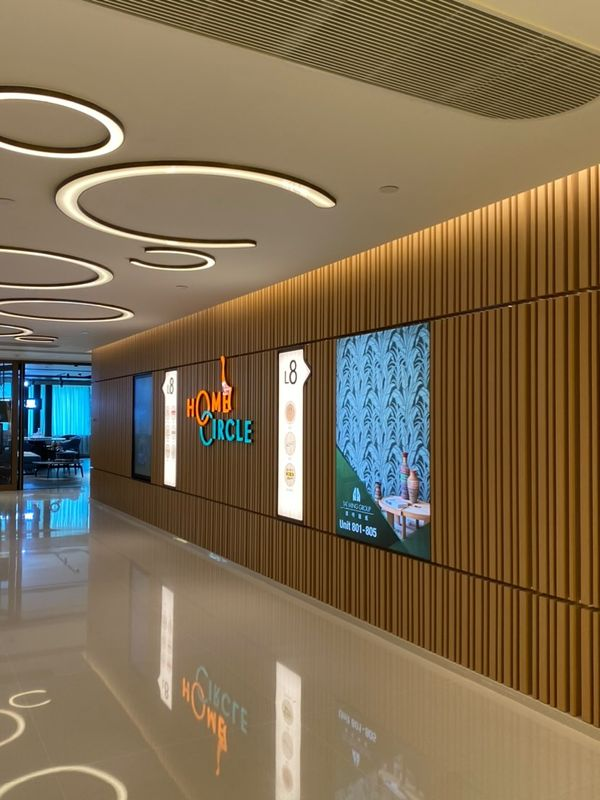
HomeCircle 8樓升降機大堂

寫字樓部份分為兩座，每座樓高16層，設16部客運升降機穿梭於高低層辦公室。新地曾於1995年，把16至22樓售給美國大通銀行，涉資約3.92億元，到2015年銀行把部分樓面轉售給恒生銀行。現時的主要租戶包括、宜家家居、AECOM艾亦康（1座18樓及2座9、10、11、12、13、18樓）、香港（CH）病理檢驗中心、東華三院綜合戒煙服務中心、葉謝鄧律師樓、滙豐中小企中心、電訊盈科客戶服務中心、Wall Street Institute、一田百貨（第1座9樓901-910室）、曼秀雷敦（亞洲太平洋）有限公司（第2座21樓2111-21室）、藍寶科技（第2座1910-19室）、食物環境衞生署沙田環境衞生辦事處（第1座12樓）、康樂及文化事務署沙田區康樂事務辦事處（第1座12樓1207至1212室）及土地註冊處的中央影像處理中心（第2座15樓1501-10及21室，已遷往金鐘道政府合署）。
寫字樓範圍於2014年進行翻新工程。
2021年底，發展商將第二座7-8樓進行翻新，該部分易名為HomeCircle，並劃分為多間商舖，包括家居品牌和將原本位於3樓的通利琴行遷往8樓。商場2樓亦增加通道連接升降機範圍前往, 部分時段只會開放兩部升降機前往，其餘兩部為通往AECOM艾亦康辦公室。

## 重大事件
2016年4月22日早上8時許，商場入口行車通道的一幅假天花，突然先後兩次塌下，當時有不少上班一族途經，幸未有造成人命傷亡。商場事後即時把現場用大量帆布及圍板密封範圍。同時展開維修工作。

## 行人天橋預留位和排頭村問題
在新城市中央廣場面向康樂及文化事務署總部，是設有一個預留位（該預留位同時亦設有兩條扶手電梯），以方便興建行人天橋連接其與港鐵沙田站。
新地於2002年建議興建一組四米闊的有蓋行人天橋由沙田站穿越排頭村之上方往新城市中央廣場，再由新城市中央廣場連接沙田政府合署，天橋高40呎，侵犯該村村民的私隱，同時亦擔心會影響村內屬三級歷史建築的「藍氏家祠」及村口一棵百年風水樟樹，故一直有提出其它方案，建議天橋先去對面康文署總部，然後再連接新城市中央廣場，而反對興建該天橋的原定走線。
直至2007年3月底，有關問題仍在商議中。2010年5月4日沙田區議會交通及運輸委員會以「排頭街公共運輸交匯處改善措施及港鐵沙田站至沙田政府合署行人天橋工程」為名，以36票一致通過支持新地的行人天橋方案，而政府亦與發展商商討行人天橋方案，原於2010年下半年刊憲，最快可於2013年底完工。
不過到了2012年5月，政府表示基於工程技術上有大難度、造價昂貴、以至不能利用現有在沙田政府合署預留的接駁點為理由，決定短期內不會再考慮行人橋方案，而只會為行人道進行改善計劃。

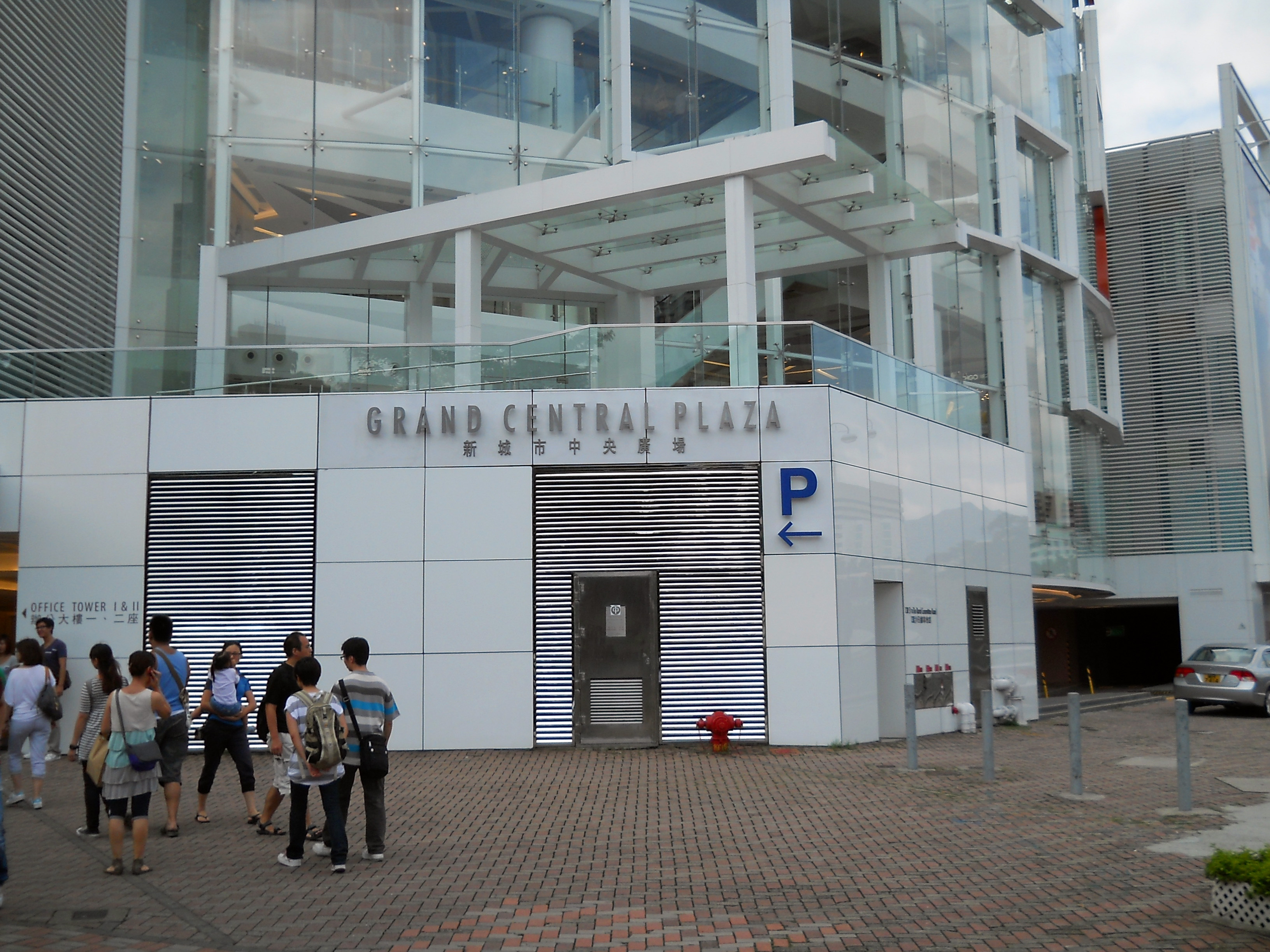
行人天橋預留位
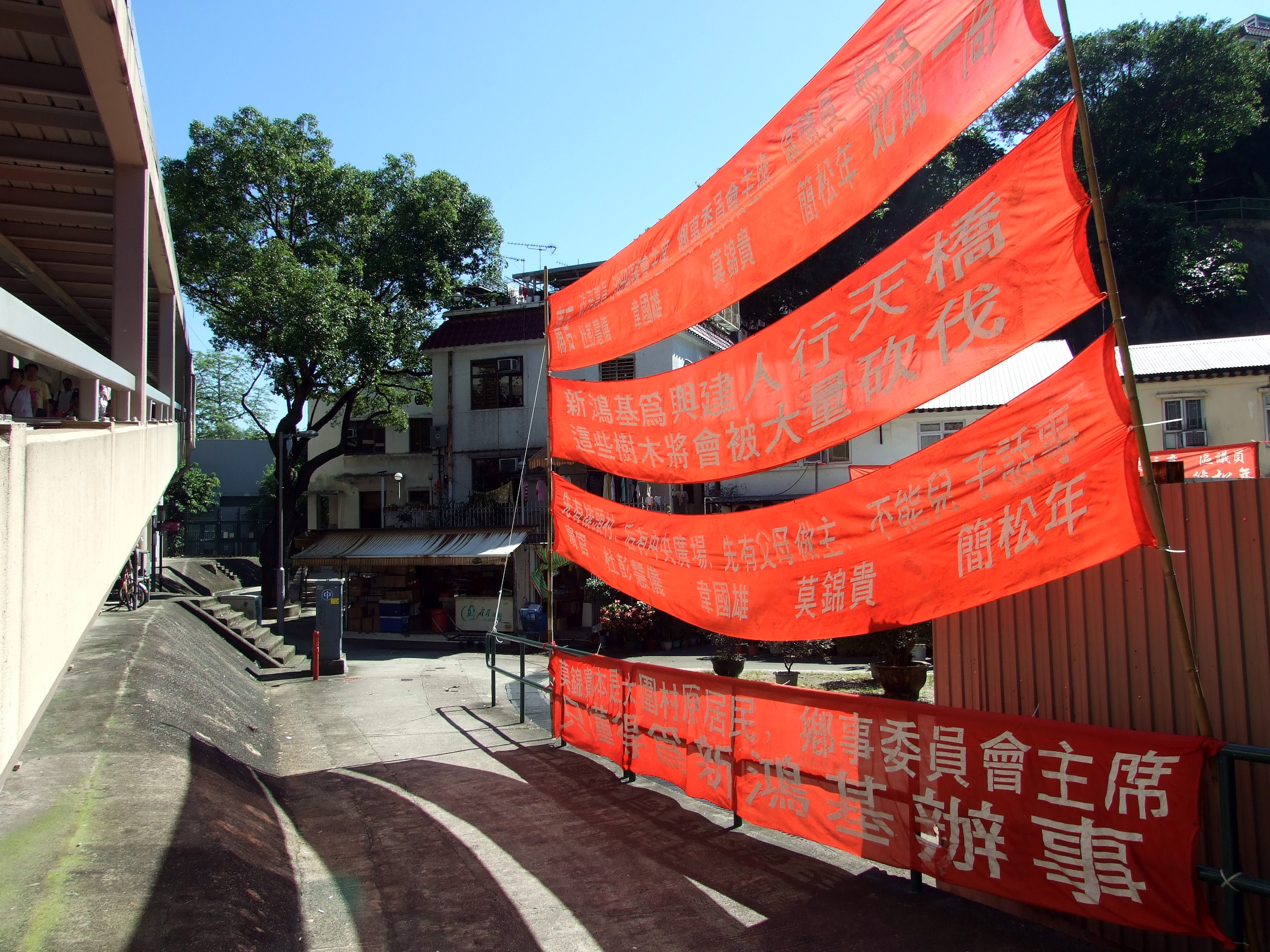
排頭村抗議興建天橋的橫額
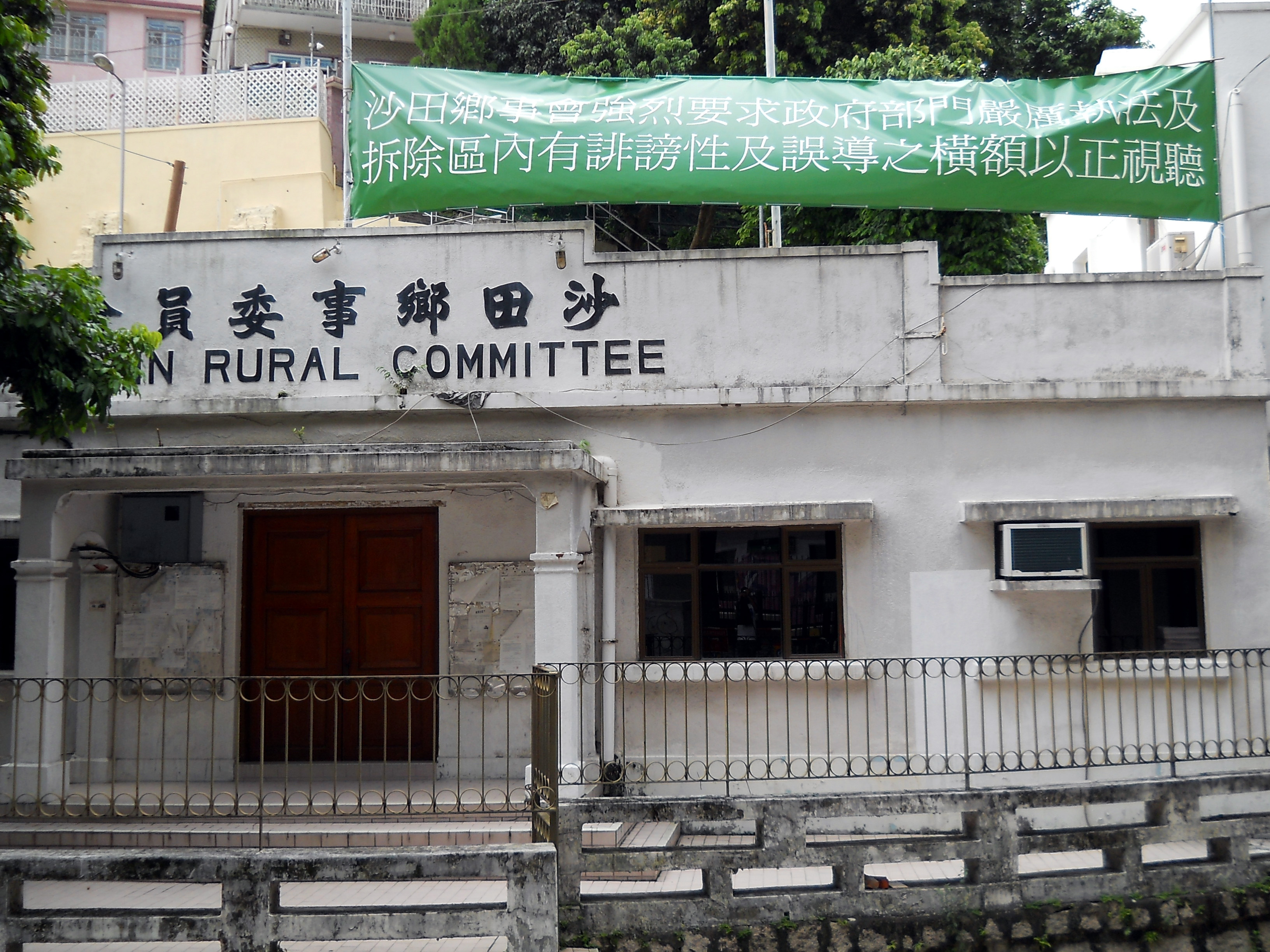
沙田鄉事委員會的回應橫額

## 外部連結
- HomeSquare （页面存档备份，存于）
- 新城市中央廣場 （页面存档备份，存于）
- 太陽報有關排頭村與行人天橋風波的報導 （页面存档备份，存于）
- 宜家沙田分店
- 新城市中央廣場翻新後概念圖 （页面存档备份，存于）